# Saint-Jean-le-Blanc (Loiret)
Saint-Jean-le-Blanc ist eine französische Gemeinde mit 9534 Einwohnern (Stand: 1. Januar 2022) im Département Loiret in der Region Centre-Val de Loire. Die Gemeinde gehört zum Arrondissement Orléans und zum Kanton Saint-Jean-le-Blanc. Die Einwohner heißen Albijohanniciens.

## Geografie
Die Gemeinde liegt im Tal der Loire, das hier als UNESCO-Welterbe geführt wird. Umgeben wird Saint-Jean-le-Blanc von den Nachbargemeinden Orléans im Norden und Westen, Saint-Jean-de-Braye im Nordosten, Saint-Denis-de-Val im Osten, Saint-Denis-en-Val im Südosten sowie Saint-Cyr-en-Val im Südosten und Süden.

## Geschichte
Saint-Jean-le-Blanc liegt an der alten Römerstraße zwischen den Oppida Genabum (Orléans) und Gortona (Sancerre). Erwähnt wird Saint-Jean-le-Blanc unter seinem Namen erstmals 1229. Das 1233 errichtete Château wurde 1578 zu einem Konvent des Kapuzinerordens umgewidmet.

### Bevölkerungsentwicklung
| Jahr      | 1962 | 1968 | 1975 | 1982 | 1990 | 1999 | 2006 | 2011 | 2018 |
| Einwohner | 3675 | 4731 | 6531 | 6549 | 6806 | 8493 | 8229 | 8136 | 8810 |

## Partnergemeinde
Mit der deutschen Gemeinde Bad Friedrichshall in Baden-Württemberg besteht seit 1989 eine Partnerschaft.

## Sehenswürdigkeiten

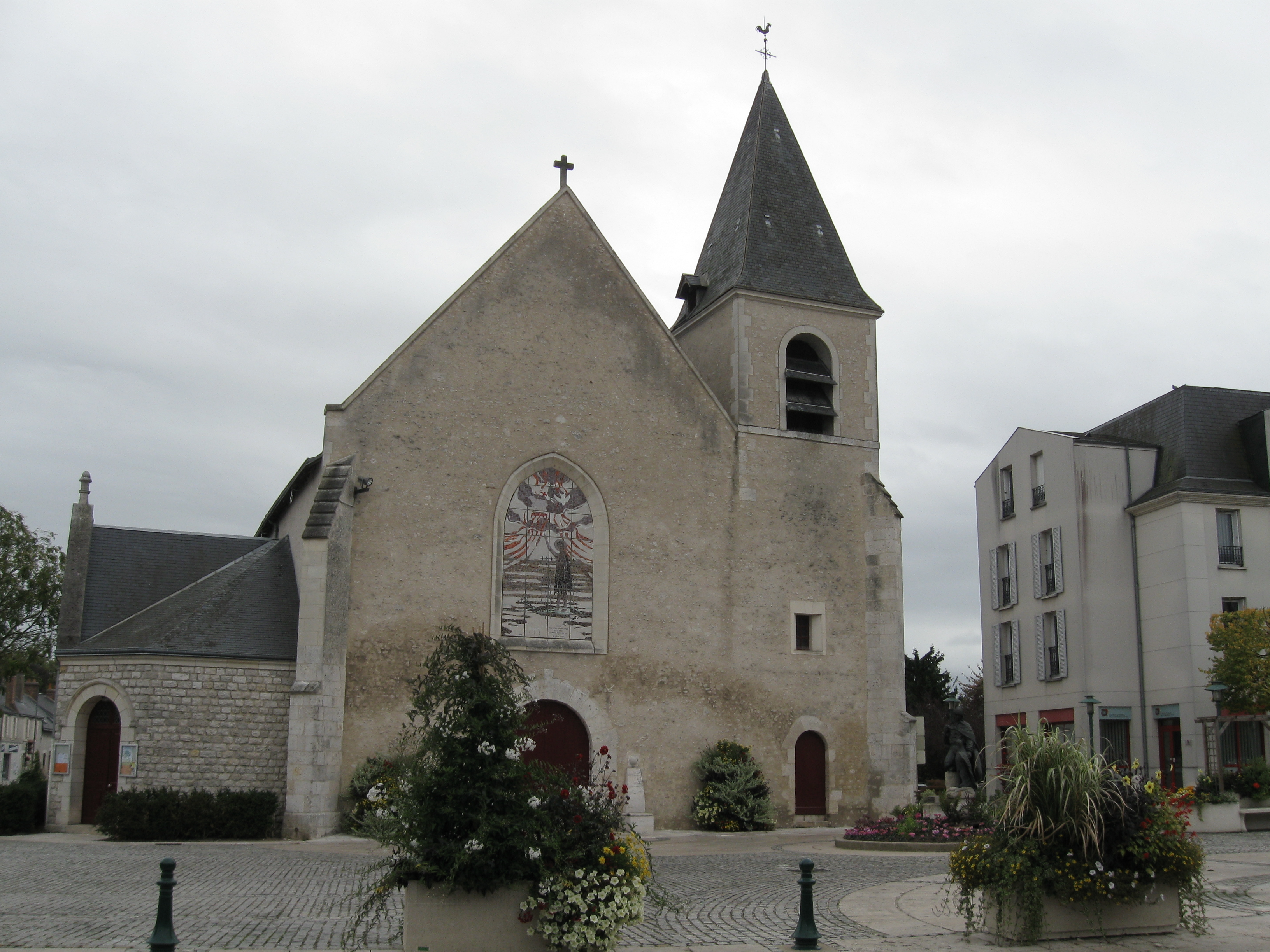
Kirche Saint-Jean-Baptiste

- Île Charlemagne, Park an der Loire
- Château de Saint-Jean-le-Blanc aus dem 19. Jahrhundert und Château des Chalet aus dem 19. Jahrhundert
- Kirche Saint-Jean-Baptiste aus dem 17. Jahrhundert
- Brücke René Thinat über die Loire
- Observatorium

## Persönlichkeiten
- René Marie Albert Dupont (1929–2025), Bischof von Andong